# Ray Ewry
Raymond Clarence Ewry (14. října 1873 Lafayette, Indiana – 29. září 1937 New York) byl americký atlet, který závodil v disciplínách skoků z místa. Na olympijských hrách v letech 1900, 1904 a 1908 získal rekordních osm zlatých medailí ve skoku vysokém, dalekém a v trojskoku. Kromě toho získal dvě prvenství (ve skoku dalekém z místa a skoku do výšky z místa) na neoficiálních mezihrách v Athénách roku 1906, která nepatří do statistik MOV.

## Životopis
Jako malý chlapec onemocněl dětskou obrnou a byl upoután na invalidní vozík. Ve čtrnácti letech se konečně naučil znovu chodit a aby své nohy posílil, pokoušel se skákat. V roce 1890 vstoupil Ewry na Purdue University. Stal se zde mj. členem bratrstva studentů „Sigma Nu“. Na univerzitě hrál americký fotbal a byl kapitánem týmu atletů. Když dostudoval r. 1896 vodní inženýrství, odebral se do New Yorku a začal závodit za New York Athletic Club.
V letech 1898–1910 získal patnáct národních mistrovských titulů. Svými medailovými zisky na olympiádách se stal nejlepším skokanem z místa v historii a na jeho velikosti neubírá nic ani fakt, že tyto skoky byly záhy z atletiky vyřazeny a dnes jsou považovány za kuriozitu. Pro jeho neuvěřitelnou skokanskou schopnost mu přezdívali „člověk – žabák“. Závodil skoro do svých čtyřiceti let, v roce 1912 mu byla nabídnuta možnost závodit na další olympiádě, ale necítil se již v kondici.
Ewry je držitelem světových rekordů ve skocích do výšky z místa (165 cm, od 16. července 1900) a do dálky z místa (347 cm, od 3. září 1904), roku 1938 však byly tyto disciplíny ze sledovaných SR vyškrtnuty. V roce 1983 byl Ray Ewry zapsán do Americké olympijské síně slávy.

## Ray Ewry na olympijských hrách

### 2. letní olympijské hry 1900,Paříž
Všechny skokanské soutěže z místa se v Paříži uskutečnily během jediného dne (16. července), v nichž Ewry získal tři zlaté medaile, což je dosavadní unikát.

#### Skok daleký z místa
Soupeři Raye Ewryho byli tři skokani. Ray Ewry zvítězil výkonem 330 cm, druhý skončil další Američan Irving Baxter, třetí byl Francouz Emile Torcheboeuf.

#### Trojskok z místa
V této disciplíně startovalo deset skokanů ze čtyř zemí, což byla ve skocích z místa nejreprezentativnější účast. Až na medailisty ostatní skokani závodili i v klasickém trojskoku. Zvítězil Ray Ewry výkonem 10,58 m, druhý byl Irving Baxter, třetí Robert Garrett, také Američan.

#### Skok vysoký z místa
Pouze tři skokani měli sílu skákat i do výšky z místa, vesměs Američané. Zvítězil Ray Ewry výkonem 165,5 cm (SR mu byl „zkrácen“ na 165 cm), druhý byl do třetice Irving Baxter, třetí Lewis Sheldon.

### 3. letní olympijské hry 1904,Saint Louis

#### Skok daleký z místa
Všichni čtyři účastníci závodu byli z USA. Ray Ewry zvítězil, když zlepšil svůj dosavadní olympijský rekord na 347 cm, druhý byl Charles King, třetí John Biller.

#### Trojskok z místa
I zde se utkali pouze čtyři domácí závodníci. Ray Ewry skočil 10,54 m a vyhrál, druhý byl Charles King, třetí Joseph Stadler.

#### Skok vysoký z místa
Skok vysoký měl mezinárodní účast, když kromě čtyř domácích atletů skákal i Maďar Gönczy. Ray Ewry skočil „jen“ 160 cm, druhý za ním byl Joseph Stadler, třetí Lawson Robertson, vesměs Američané.

### 4. letní olympijské hry 1908,Londýn

#### Skok vysoký z místa
Rekordních 23 skokanů se postavilo ke skoku vysokému z místa v Londýně. Zvítězil Ray Ewry výkonem 157 cm, o druhé místo se shodnou výškou 155 cm podělili Američan John Biller a Řek Konstantinos Tsiklitiras.

#### Skok daleký z místa
V této disciplíně startovalo dokonce 25 atletů. Zvítězil Ray Ewry výkonem 333 cm, druhý skončil Řek Konstantinos Tsiklitiras, třetí Martin Sheridan z USA.